# Тундра арктичних передгір'їв
Тундра арктичних передгір'їв (ідентифікатор WWF: NA1104) — неарктичний екорегіон тундри, розташований на півночі Аляски в США.

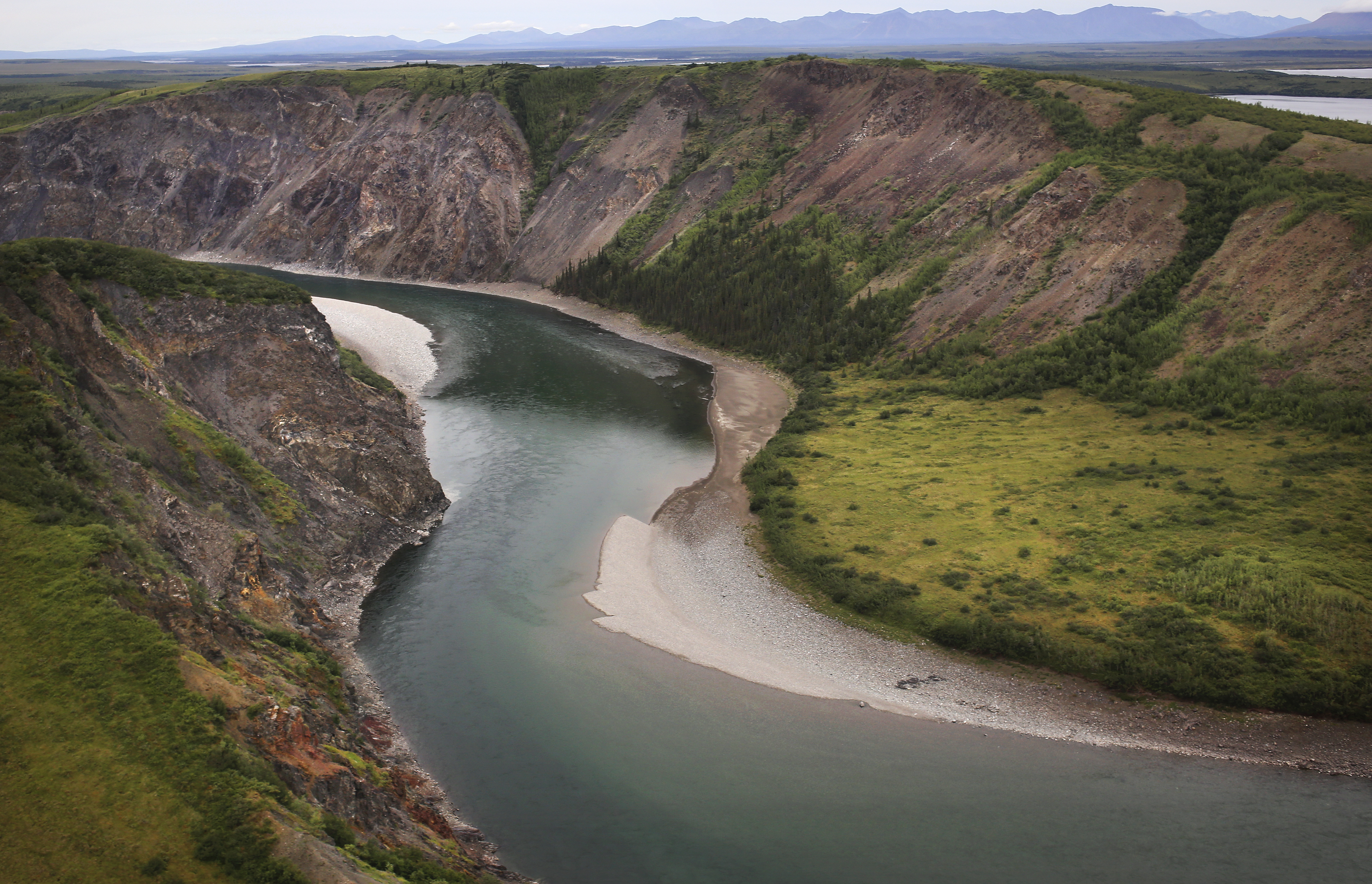
Долина річки Ноатак

## Географія
Екорегіон тундри арктичних передгір'їв охоплює невисокі округлі пагорби та плато, які простягаються від узбережжя Чукотського моря на схід через північну Аляску до кордону з Юконом. Він є перехідною зоною між арктичною прибережною тундрою, поширеною на північ він нього, та тундрою хребтів Брукс та Брітіш, поширеною в горах Брукс на південь від нього. Порівняно з арктичною прибережною тундрою, в тундрі арктичних передгір'їв ґрунти краще дреновані та менш насичені вологою, а також в ній менше термокарстових озер. Велика частина екорегіону не була вкрита льодовиком протягом плейстоцену і була частиною великого плейстоценового рефугіуму Берингії, в якому під час льодовикових періодів зберігалися рослинні угруповання.

## Клімат
В межах екорегіону поширений тундровий клімат (ET за класифікацією кліматів Кеппена) або субарктичний клімат (Dfc або Dsc за класифікацією Кеппена). Загалом клімат екорегіону є теплішим, ніж клімат прибережних рівнин на півночі та гір на півдні. Взимку середньодобові температури коливаються від -29 до -20 °C, а влітку від 1 до 15 °C. Заморозки трапляються протягом всього року, однак липень і серпень зазвичай безморозні. Середньорічна кількість опадів є приблизно такою ж, як і в арктичній прибережній тундрі, в середньому близько 140 мм, однак на заході екорегіону, в долині річки Ноатак, опадів випадає дещо більше. В екорегіоні поширена багаторічна мерзлота, товщина активного шару якої становить близько 1 м.

## Флора
Рослинний покрив на більшій частині екорегіону представлений вологими трав'янистими угрупованнями та карликовими чагарниками. У трав'янистих угрупованнях переважають купини піхвястої пухівки (Eriophorum vaginatum) та осоки Біґелоу (Carex bigelowii), серед яких ростуть лишайники та мохи. Серед поширених в екорегіоні карликових чагарників слід відзначити гірську дріяду (Dryas octopetala), карликову березу (Betula nana), а також звичайне багно (Rhododendron tomentosum), брусницю (Vaccinium vitis-idaea), чорну водянку (Empetrum nigrum) та інших представників родини вересових.
Вздовж деяких річок регіону поширені невисокі чагарникові зарості вільхи (Alnus spp.) та верби (Salix spp.), а також різноманітні мохи. В долині річки Ноатак на заході екорегіону зустрічаються ліси, основу яких складають сизі ялини (Picea glauca), подекуди разом з бальзамистими тополями (Populus balsamifera). В підліску цих лісів переважають верби. Вище за течією поширені ліси бальзамистої тополі (Populus balsamifera), в підліску яких ростуть альпійські мучниці (Arctous alpina), канадські шефердії (Shepherdia canadensis) та чагарниковий перстач (Dasiphora fruticosa).

## Фауна
Серед поширених в екорегіоні ссавців слід відзначити білого ведмедя (Ursus maritimus), гризлі (Ursus arctos horribilis), барибала (Ursus americanus), канадського вовка (Canis lupus occidentalis), аляскинську лисицю (Vulpes vulpes alascensis), песця (Vulpes lagopus), горностая (Mustela erminea), вівцебика (Ovibos moschatus), аляскинського зайця (Lepus othus), арктичного ховраха (Urocitellus parryii) та льодовикову мідицю (Sorex ugyunak). Через територію регіону проходять великі міграції карибу (Rangifer tarandus groenlandicus), а через долину річки Колвілл — міграції аляскинських лосей (Alces alces gigas). Серед морських ссавців, що зустрічаються в екорегіоні, слід відзначити тихоокеанського моржа (Odobenus rosmarus divirgens), плямистого тюленя (Phoca largha), кільчасту нерпу (Pusa hispida hispida) та бородатого лахтака (Erignathus barbatus). Поблизу берегів регіону зустрічаються білухи (Delphinapterus leucas), сірі кити (Eschrichtius robustus) та гренландські кити (Balaena mysticetus).
Серед скель долини Колвіллу гніздяться кречети (Falco rusticolus), сапсани (Falco peregrinus) та зимняки (Buteo lagopus). Серед інших птахів, поширених в екорегіоні, слід відзначити беркута (Aquila chrysaetos), канадську казарку (Branta canadensis), білолобу гуску (Anser albifrons), чорнодзьобого лебедя (Cygnus columbianus), полярну гагару (Gavia immer), чорношию гагару (Gavia arctica) та білошию гагару (Gavia pacifica).

## Збереження
Оцінка 2017 року показала, що 26 564 км², або 20 % екорегіону, є заповідними територіями. Територія екорегіону є незайманою, за винятком того, що через неї проходить шосе Далтон та Трансаляскинський нафтопровід, які можуть перешкодити міграціям деяких тварин. Східна частина екорегіону входить до Арктичного національного природного заповідника, а західна — до Національного заповідника Ноатак.